# Incarracay (Ayacucho)
Incarracay o Inka Raqay (quechua: Inka Inca, raqay ruina, edificio demolido; galpón, almacén o dormitorio para los jornaleros de una hacienda; edificio generalmente antiguo sin techo, sólo con paredes; ortografía hispanizada Incaraqay), también conocida como Allqu Willka, (Allcuhuillca, Alkowillka) es un sitio arqueológico perteneciente a la civilización incaica, en la cima de la montaña llamada Allqu Willka, en el Perú. Está ubicado en el distrito de Iguaín, provincia de Huanta, departamento de Ayacucho.